# Ambition (Wale)
| Recensione | Giudizio |
| ---------- | -------- |
| AllMusic   |          |

Ambition è il secondo album discografico in studio del rapper statunitense Wale, pubblicato nel 2011.

## Il disco
Il disco è stato pubblicato il 1º novembre 2011 da Maybach Music Group e Warner Bros. Records.
All'album hanno contribuito diversi artisti della scena hip hop e non solo come Rick Ross, Lloyd, Ne-Yo, Big Sean, Miguel, Meek Mill, Kid Cudi e Jeremih.
Quattro sono stati i brani estratti dal disco e pubblicati come singoli: Chain Music (2 settembre 2011), Bait (2 settembre 2011), Lotus Flower Bomb (ottobre 2011) e Sabotage (31 gennaio 2012).
Per quanto riguarda le vendite, il disco ha debuttato alla posizione #2 della classifica Billboard 200 ed è questa anche la massima posizione raggiunta nella classifica statunitense.

## Tracce
1. Don't Hold Your Applause – 3:14
2. Double M Genius – 2:48
3. Miami Nights – 3:36
4. Legendary – 5:04
5. Lotus Flower Bomb (feat. Miguel) – 3:33
6. Chain Music – 3:20
7. Focused (feat. Kid Cudi) – 3:32
8. Sabotage (feat. Lloyd) – 5:28
9. White Linen (Coolin') (feat. Ne-Yo) – 3:37
10. Slight Work (feat. Big Sean) – 3:39
11. Ambition (feat. Meek Mill & Rick Ross) – 5:02
12. Illest Bitch – 4:16
13. No Days Off – 3:35
14. DC or Nothing – 4:58
15. That Way (feat. Jeremih & Rick Ross) – 4:29

## Classifiche
| Classifica (2011) | Posizione raggiunta |
| ----------------- | ------------------- |
| Canada            | 77                  |
| Stati Uniti       | 2                   |